# Mirca
Mirca su naselje u sastavu Grada Supetra, na otoku Braču, u Splitsko-dalmatinskoj županiji. Nalaze se 3 kilometra zapadno od Supetra, na cesti prema Sutivanu, od kojeg su udaljena također 3 kilometra.
Zaštitnica mjesta je Gospa Miraška, koja se slavi 2. srpnja.

## Povijest
Ime Mirca dolazi od latinske riječi murus, što znači zid. Mjesto se najprije razvilo u južnom dijelu, dalje od mora i uvučeno u sam otok, zbog zaštite od gusara. Tek u novije vrijeme grade se kuće uz more. Mirca imaju izričito ruralni značaj i razbijena su u nekoliko dijelova: Donji Dvori, Pod Lokvu, Glavica, Zamire, Pod Murva (stari trg), Pod Šipak i Mola Bonda. U srednjem vijeku, sudeći po povijesnim izvorima, mjesto se zvalo Mirac (mali zid), a pridjev mirački čuva se do danas. 

### Župa
Mirca postaju župom 1825. godine kada se odvajaju od Sutivana. Prvi župnik bio je don Tito Laurić iz Donjeg Humca. Crkva Pohođenja BDM posvećena je 1841., a produžena 1858. godine tijekom službe don Frane Kargotića iz Visa. Latinski natpis iz 1733. godine prenesen je na novo pročelje. Ispod njega uklesano je: ET PRODUCTUM. ERECTA-TURRI A. D. MDCCCLVIII., što govori o produženju crkve 1858. godine. Iste godine izgrađen je i zvonik. Iznad glavnih vrata uklesan je natpis DOMUS MEA, DOMUS ORATIONS- Dom moj, Dom molitve.

### Partizanska akcija
Ranjavanje don Mate Hraste i ubojstvo Jerka Kirigina zabilježeno je u partizanskim dokumentima:
Petak 26. juna, 1942.
Prije tri dana jedna partizanska grupa- desetina Bračke čete- ušla je noću u selo Mirca i likvidirala poznatog ustaškog organizatora Jerka Kirigina, a okorjelog ustašu mjesnog popa Matu Hrastu teže ranila...

## Gospodarstvo
Mirca imaju uvalu s plažom i malom ribarskom lučicom, zbog čega je turisti često posjećuju. U budućnosti je planirana izgradnja nautičke marine. Stanovništvo se  uglavnom bavi stočarstvom, ratarstvom i turizmom.

## Klima
Na području katastarske Općine Mirca srednja godišnja temperatura je oko 16 °C. Zimi, u hladnom dijelu godine, temperatura se rijetko spušta ispod 0 °C. Maksimalna temperatura na ovom području zabilježena je čak do 38,5 stupnjeva, a minimalna do -6 stupnjeva. Mirca imaju od 115 do 130 sunčanih dana tijekom godine, odnosno 2.600 sunčanih sati.

## Stanovništvo
Prema popisu iz 2011. naselje je imalo 321 stanovnika.
| broj stanovnika | 391   | 479   | 462   | 463   | 485   | 493   |       | 464   | 443   | 475   | 415   | 340   | 300   | 298   | 306   | 321   | 401   |
|                 | 1857. | 1869. | 1880. | 1890. | 1900. | 1910. | 1921. | 1931. | 1948. | 1953. | 1961. | 1971. | 1981. | 1991. | 2001. | 2011. | 2021. |

Prije prvog službenog popisa stanovništva održanog 1857. zabilježeno je:
- 1579.: 12 stanovnika
- 1738.: 100 stanovnika
- 1764.: 200 stanovnika
- 1811.: 234 stanovnika

Najveći broj stanovnika u Mircima zabilježio je župnik don Mate Hraste početkom 1941. godine, kada su Mirca imala 104 obitelji s 510 stanovnika.

## Toponimija
- Posjedi: Batistera, Blitvišće, Brda, Čelca, Divužja, Dolac, Gnjila, Gomilica, Laščoti Rot, Lasni Dolac, Livele, Konopikovac, Mišićevo, Mlodo Ograda, Močila, Murvice, Mutnik, Nerezine, Njive, Njivica, Obala, Oklod, Pod Storo, Tišenica, Vrsovica itd.
- Buški (Gaji): Mole Rosohe, Vele Rosohe, Bok i Rovan.
- Rtovi: Zozubić, Pliko punta, Grgino i Grižnjoci.
- Uvale: Molo luka, Mutnik, Gumonca, Podstoro i Velo Njiva.

## Poznate osobe
- Nikola Kolja Kirigin, hrvatski domoljub, dobrotvor, poduzetnik, intelektualac i hrv. pjesnik
- Martin Josip Kirigin, hrvatski poznati liturgičar, obnovitelj muškog benediktinskog reda u Hrvatskoj te obnovitelj samostana Čokovca

## Spomenici i znamenitosti
- Crkva Pohođenja BDM

## Zanimljivosti

### Otkrivajući Mirca
Mirca su sjetna ljubav najvećeg hrvatskog pjesnika (po majci Bračanina) Tina Ujevića, koji je onuda šetao "otkrivajući Mirca".